# Portage (Indiana)
Portage is een plaats (city) in de Amerikaanse staat Indiana, en valt bestuurlijk gezien onder Porter County.

## Demografie
Bij de volkstelling in 2000 werd het aantal inwoners vastgesteld op 33.496.
In 2006 is het aantal inwoners door het United States Census Bureau geschat op 36.300, een stijging van 2804 (8.4%).

## Geografie
Volgens het United States Census Bureau beslaat de plaats een oppervlakte van
71,0 km², waarvan 65,9 km² land en 5,1 km² water. Portage ligt op ongeveer 194 m boven zeeniveau.

## Plaatsen in de nabije omgeving
De onderstaande figuur toont nabijgelegen plaatsen in een straal van 8 km rond Portage.